# Pierre Sonneville
Petrus Romanus ("Pierre") Sonneville (Maastricht, 11 juli 1861 – aldaar, 23 augustus 1929) was een Nederlands graveur.

## Levensloop
Pierre Sonneville was een zoon van Petrus Lambertus Sonneville en Elisabetha Josepha Honey. Hij wordt in 1899 vermeld als ‘graveerder’, in 1912 en 1919 als ‘graveur’, in 1920 als ‘kopergraveerder’ en in 1926 als ‘graveur’. Als graveur maakte hij onder meer drukdecors voor aardewerkfabriek De Sphinx. Hij trouwde in Maastricht op 15 juni 1886 met Maria Catharina de Lahaije (ook De la Haye, De Lahaye). Op 26 september 1899 hertrouwde hij eveneens in Maastricht met Rosa Hubertina Maria Faulhaber. Hij was de vader van Louis (1887-1959), Jef (1892-1971) en Fons Sonneville (1903-1963), die allen als graveur bij De Sphinx of Société Céramique werkten. Zijn zoon Jef, die het vak leerde van zijn vader, was onder andere de ontwerper van drukdecors voor de bekende Lange Lijs-serviezen.
In de Maastrichtse wijk Céramique, gebouwd in de jaren 1990 op de locatie van de aardewerkfabriek Société Céramique, is een straat naar Pierre Sonneville en zijn drie kunstzinnige zonen genoemd, de Sonnevillelunet.

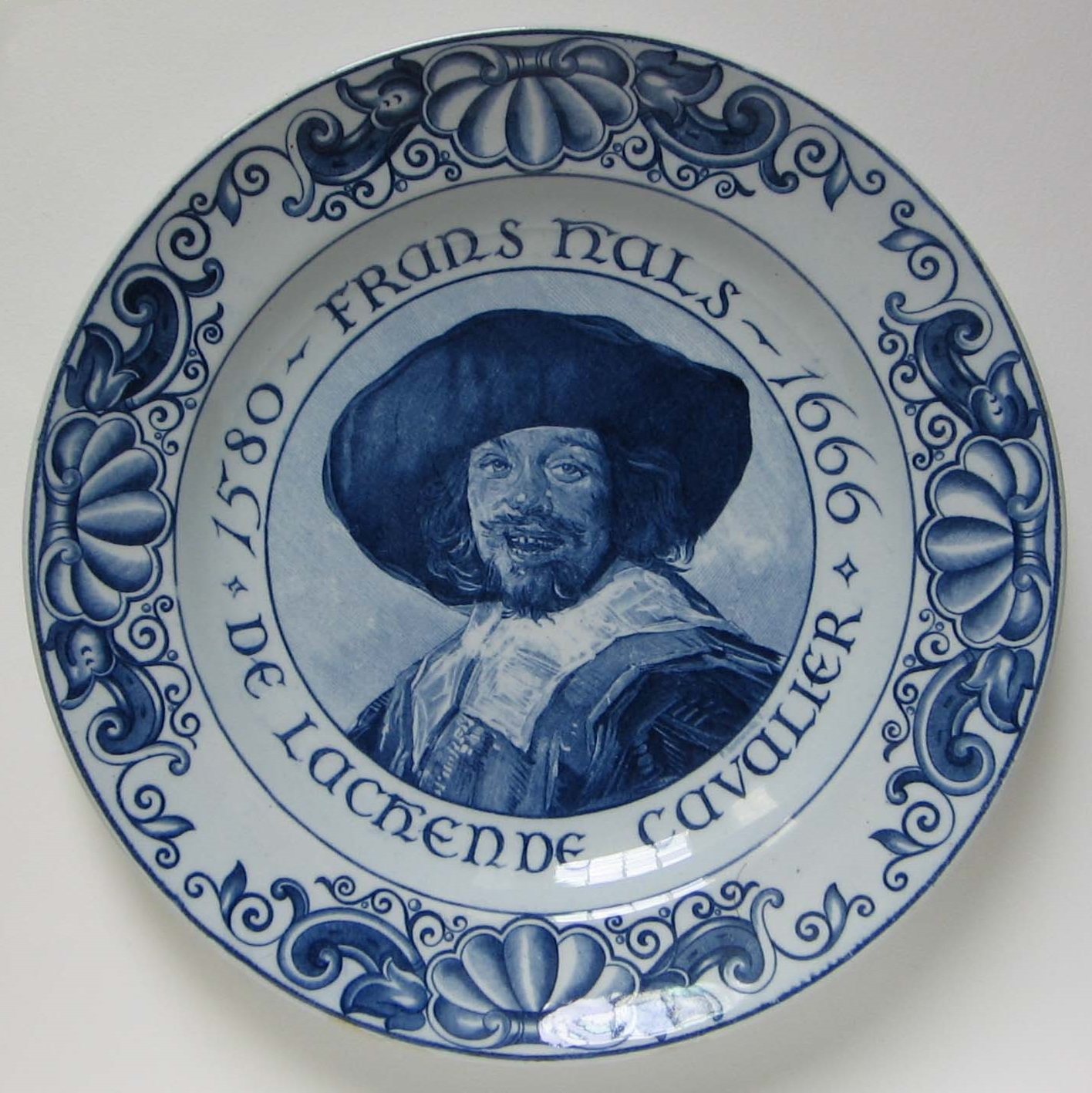
Bord met aan achterzijde de tekst "echt of onecht?"

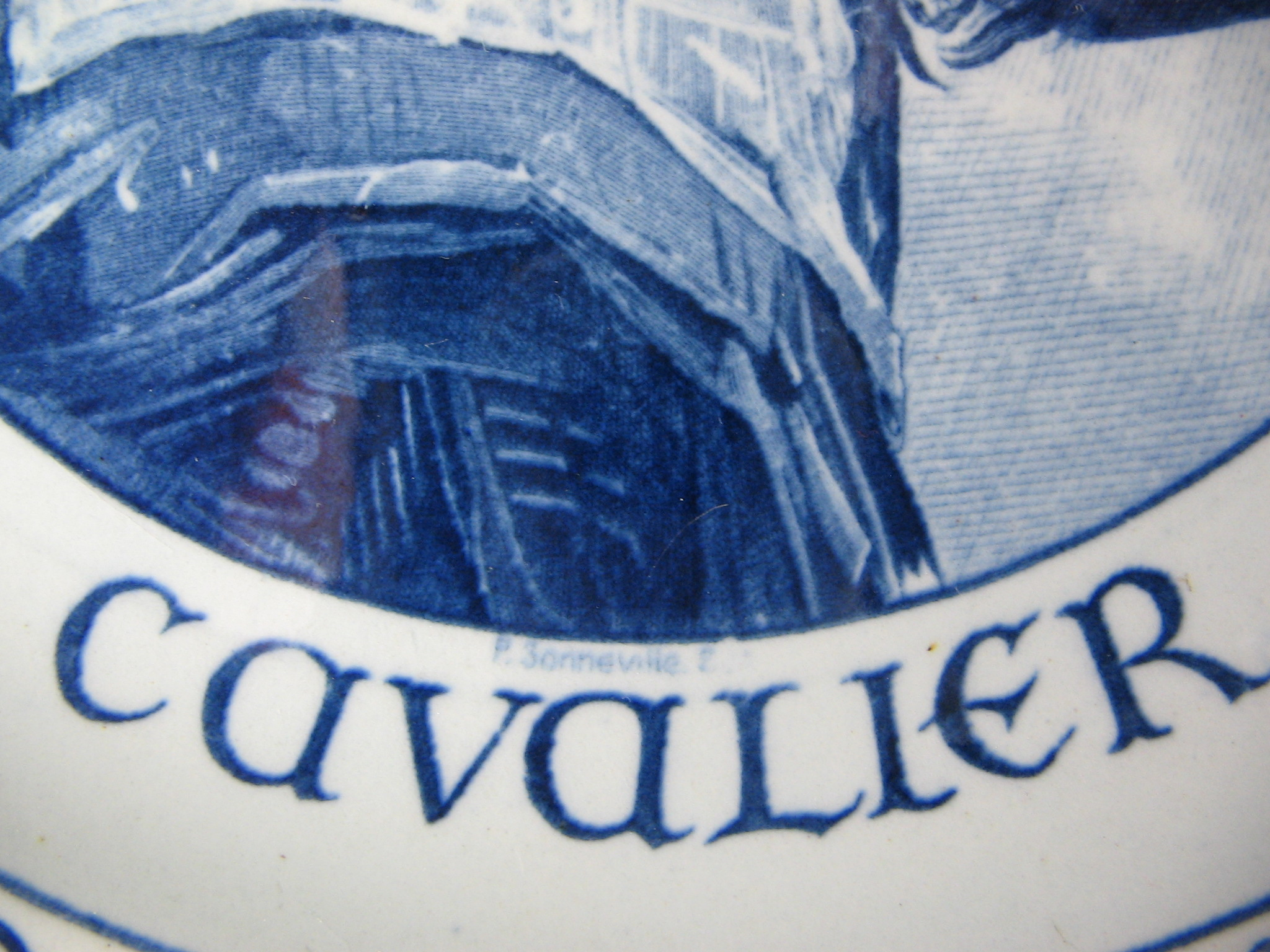
Signatuur van P. Sonneville

Sonneville decoreerde onder andere een bord naar een schilderij met een pastiche van een portret door Frans Hals.

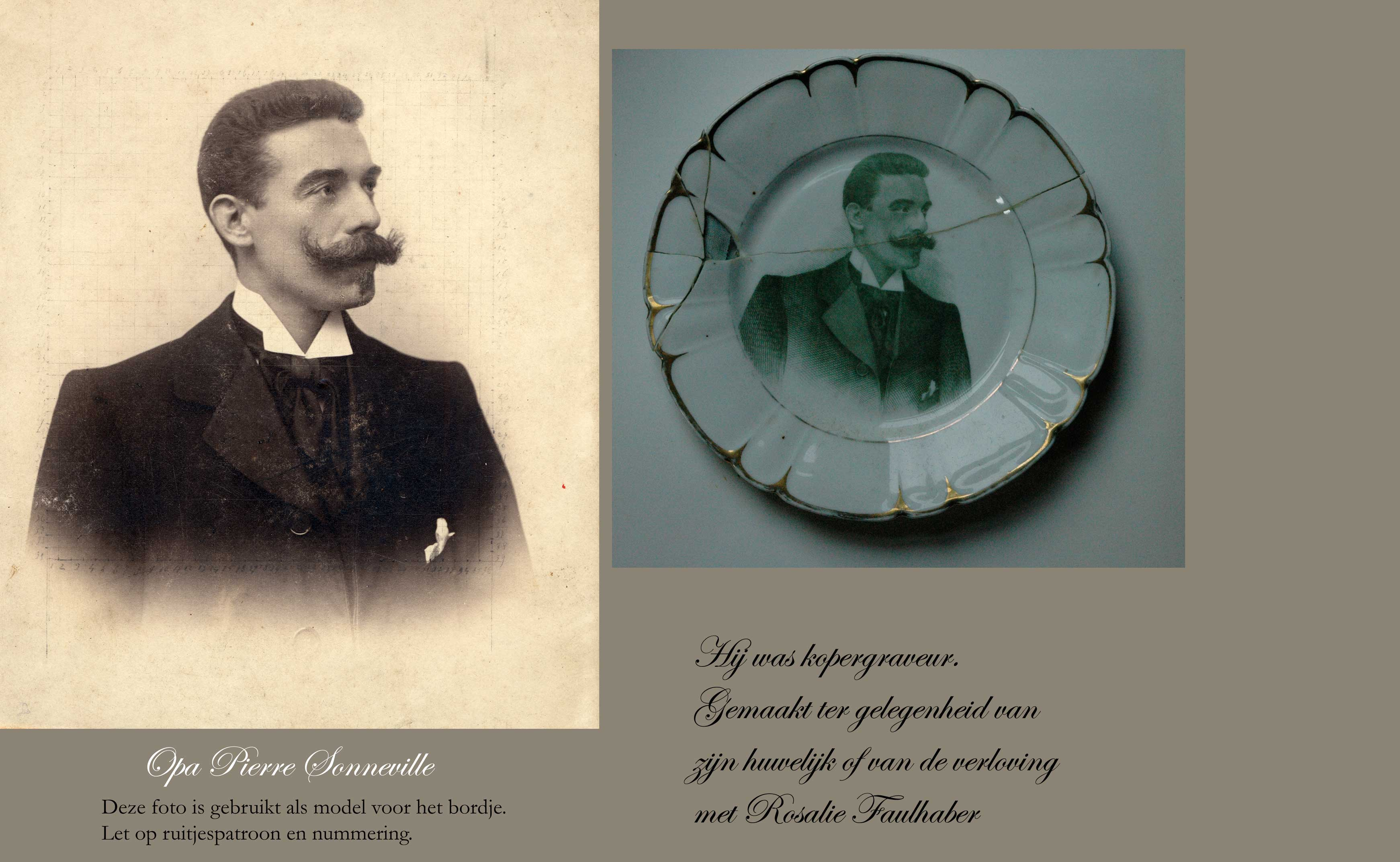
Een foto van Sonneville en het bordje dat hij maakte naar aanleiding van de foto